# Айділвуд (Вірджинія)
Айділвуд (англ. Idylwood) — переписна місцевість (CDP) в США, в окрузі Ферфакс штату Вірджинія. Населення — 17 954 особи (2020).

## Географія
Айділвуд розташований за координатами 38°53′21″ пн. ш. 77°12′10″ зх. д. / 38.88917° пн. ш. 77.20278° зх. д. (38.889207, -77.202854).  За даними Бюро перепису населення США в 2010 році переписна місцевість мала площу 7,45 км², з яких 7,44 км² — суходіл та 0,02 км² — водойми.

## Демографія
Згідно з переписом 2010 року, у переписній місцевості мешкало 17 288 осіб у 6843 домогосподарствах у складі 4177 родин. Густота населення становила 2320 осіб/км².  Було 7138 помешкань (958/км²).
Расовий склад населення:
| - 59,4 % — білих - 21,4 % — азіатів - 5,6 % — чорних або афроамериканців - 0,4 % — корінних американців - 9,4 % — осіб інших рас |

До двох чи більше рас належало 3,8 %. Частка іспаномовних становила 20,1 % від усіх жителів.
За віковим діапазоном населення розподілялося таким чином: 20,9 % — особи молодші 18 років, 71,1 % — особи у віці 18—64 років, 8,0 % — особи у віці 65 років та старші. Медіана віку мешканця становила 34,2 року. На 100 осіб жіночої статі у переписній місцевості припадало 99,9 чоловіків;  на 100 жінок у віці від 18 років та старших — 97,7 чоловіків також старших 18 років.
Середній дохід на одне домашнє господарство  становив 121 771 долар США (медіана — 101 918), а середній дохід на одну сім'ю — 133 432 долари (медіана — 107 587). Медіана доходів становила 70 385 доларів для чоловіків та 56 083 долари для жінок. За межею бідності перебувало 6,7 % осіб, у тому числі 5,4 % дітей у віці до 18 років та 6,2 % осіб у віці 65 років та старших.
Цивільне працевлаштоване населення становило 11 026 осіб. Основні галузі зайнятості: науковці, спеціалісти, менеджери — 27,1 %, освіта, охорона здоров'я та соціальна допомога — 15,8 %, мистецтво, розваги та відпочинок — 11,4 %, публічна адміністрація — 9,0 %.